# Longueil-Sainte-Marie
Longueil-Sainte-Marie – miejscowość i gmina we Francji, w regionie Hauts-de-France, w departamencie Oise.
Według danych na rok 1990 gminę zamieszkiwało 1271 osób, a gęstość zaludnienia wynosiła 75 osób/km² (wśród 2293 gmin Pikardii Longueil-Sainte-Marie plasuje się na 224. miejscu pod względem liczby ludności, natomiast pod względem powierzchni na miejscu 136.).